# Cmentarz wojenny nr 158 – Tuchów-Garbek

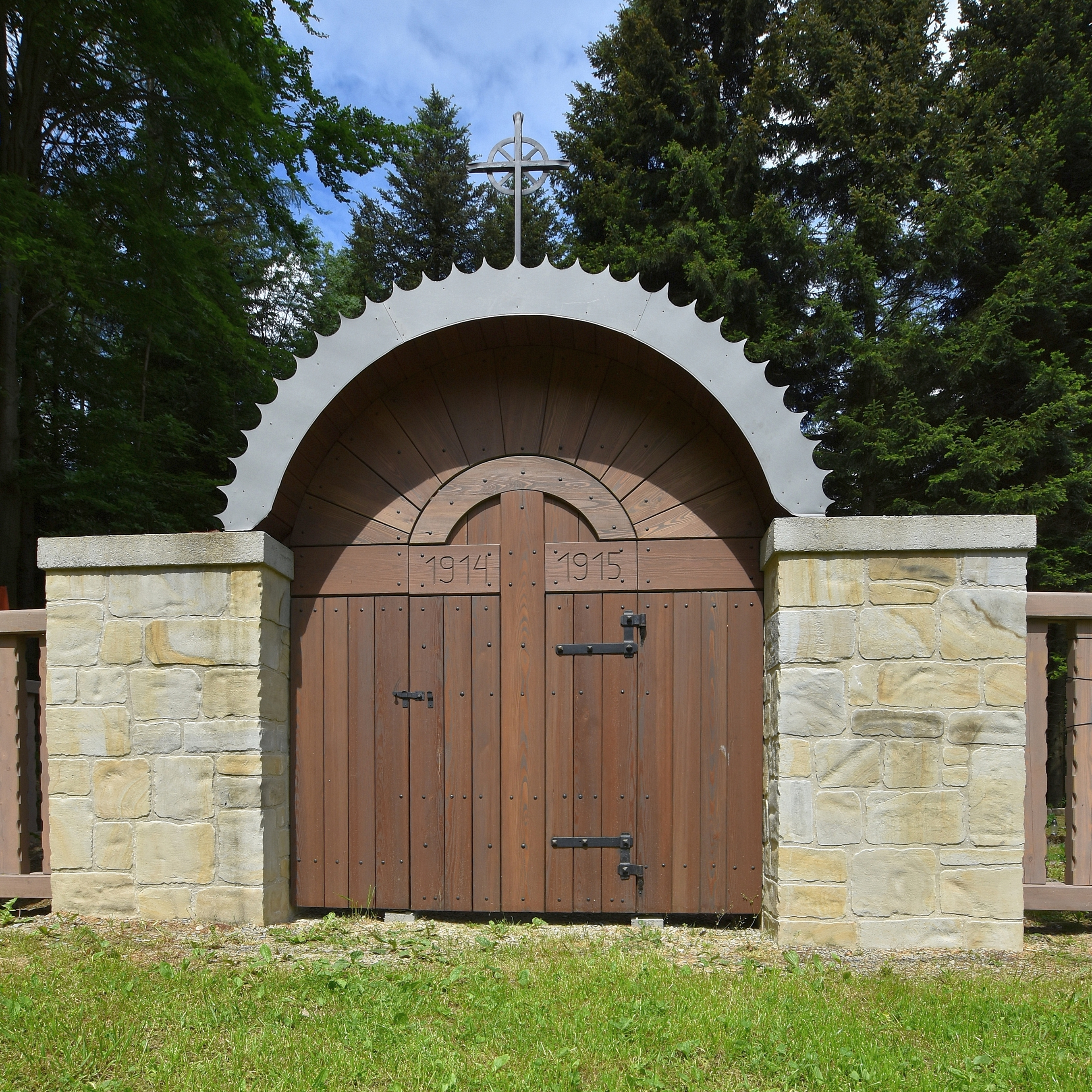
Wejście

Cmentarz wojenny nr 158 Tuchów-Garbek – zabytkowy austriacki cmentarz z  I  wojny światowej znajdujący się na osiedlu Garbek w Tuchowie w powiecie tarnowskim, w województwie małopolskim. Jeden z ponad 400 zachodniogalicyjskich cmentarzy wojennych zbudowanych przez Oddział Grobów Wojennych C. i K. Komendantury Wojskowej w Krakowie. W VI okręgu tarnowskim cmentarzy tych jest 63.

## Opis cmentarza
Znajduje się w lesie na wzgórzu, przy drodze z Tuchowa do Meszny Opackiej. Ma kształt prostokąta i ogrodzony jest drewnianym płotem zamontowanym na betonowych słupkach. Został zaprojektowany przez niemieckiego architekta Heinricha Scholza jako cmentarz samodzielny. Przy przeciwległym do furtki wejściowej boku znajduje się drewniany krzyż z ukrzyżowanym Jezusem Chrystusem. Ramiona krzyża zwieńczone są zębatym daszkiem. Tego typu rzeźba na wojennych cmentarzach austriackich jest rzadkością. Na obramowanych betonowymi obrzeżami mogiłach zamontowano betonowe stele, typowe dla projektów Heinricha Scholza. Posiadają blaszane tabliczki i zwieńczone są żeliwnymi krzyżami  dwóch rodzajów:
- krzyże maltańskie z wieńcem laurowym,
- dwuramienne krzyże lotaryńskie również z wieńcem laurowym.

W środku znajduje się mogiła z trzema innego rodzaju betonowymi cokołami, na których zamontowano większe krzyże; dwa z nich to stylizowane  krzyże łacińskie, trzeci to prosty krzyż dwuramienny (lotaryński).

## Polegli
W skład cmentarza wchodzi 27 grobów pojedynczych i 3 zbiorowe. Spoczywa w nich 38 żołnierzy, w tym:
- 8 polskich legionistów (Rafał Wojtych, Franciszek Petryszyn, Walenty Marcak, Michał Gutowski, Józef Wójcikiewicz, Szczepan Iwulski, Stanisław Sarna i NN). Są to legioniści z 1 i 5 pułku piechoty Legionów
- 20 żołnierzy armii austro-węgierskiej,
- 10 żołnierzy armii rosyjskiej.

## Losy cmentarza
Austriacy wykonywali cmentarze bardzo solidnie, jednak z biegiem czasu ulegały one naturalnemu niszczeniu przez czynniki pogody i roślinność. Cmentarz nr 158 został poddany gruntownemu remontowi jego wygląd różni się nieco od oryginalnego. Pierwotnie również posiadał drewniane ogrodzenie, ale innego rodzaju, a bramka wejściowa składała się z dwóch wymurowanych z kamienia słupków z łukowatym sklepieniem. Cmentarz jest starannie pielęgnowany i w 2016 r. jest w bardzo dobrym stanie. Obsadzono go bylinami i krzewami ozdobnymi i obecnie posiada wśród wszystkich cmentarzy w tarnowskim okręgu najlepiej utrzymaną szatę roślinną.

## Przypisy

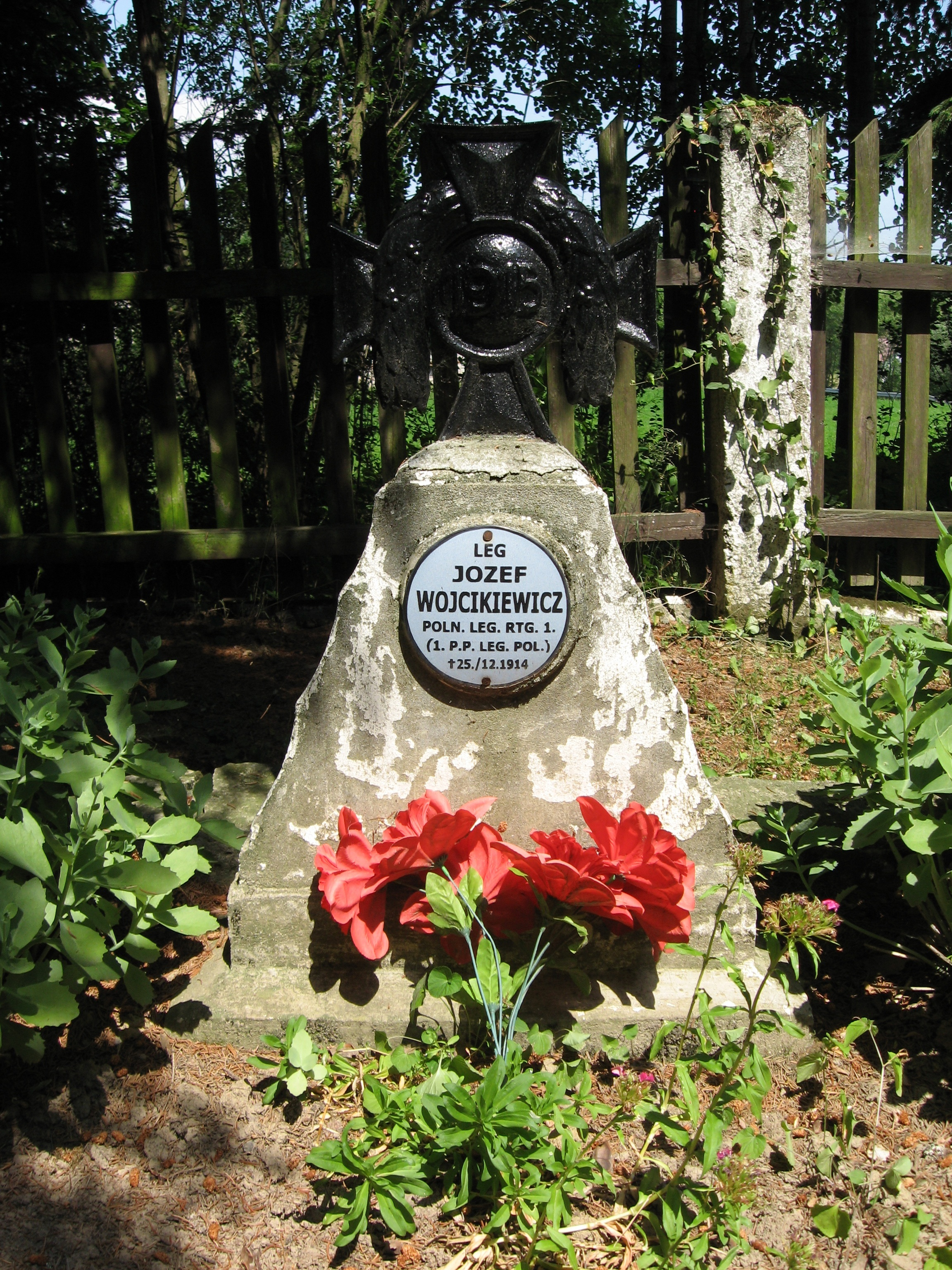
Nagrobek polskiego legionisty
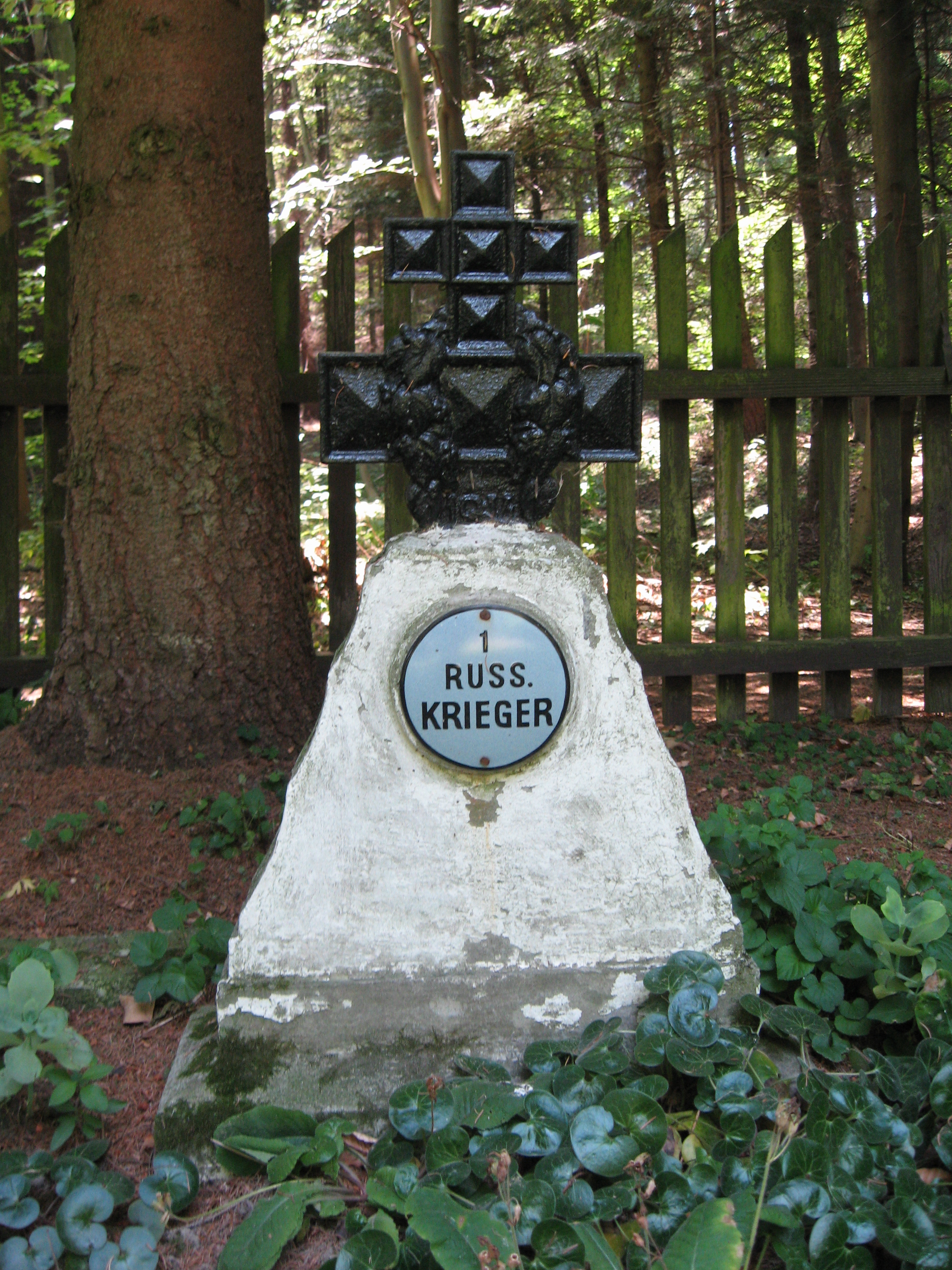
Nagrobek rosyjski
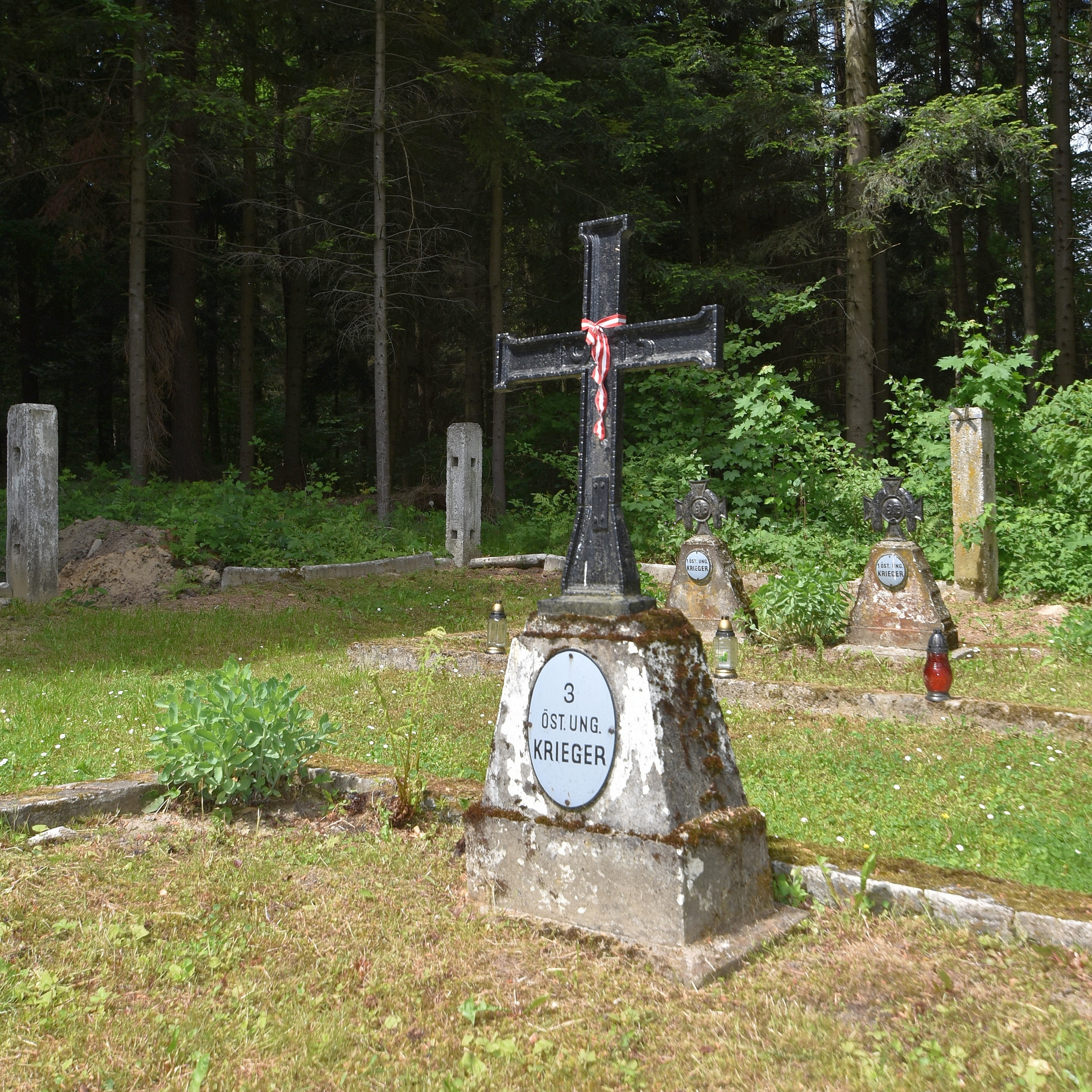
Nagrobek austriacki